# WILD EA$T
WILD EA$T — третий студийный альбом рэп-исполнителя Saluki, выпущенный 21 апреля 2023 года на лейбле Carnival Brothers. Альбом включает в себя 25 композиций, среди которых 14 сольных и 11 совместных с такими исполнителями, как Vacío, Bato, Boulevard Depo, Sensee, OG Buda, Sabü, Feduk, Friendly Thug 52 Ngg, ATL, Anikv, Markul, Билик, Брутто, Jeembo, Найк Борзов и Баста.
Альбом был тепло принят фанатами и артистами, а также имеет много положительных рецензий. После его выпуска количество слушателей в сервисе Яндекс Музыка превысило 2 млн. в месяц, в Spotify — 200 тыс. в месяц. Альбом был признан лучшим альбомом 2023 года по версии The Flow.

## История создания
Saluki начал работу над альбомом во время создания мини-альбома «На человека». Действительный прогресс в работе начался, когда музыкант со своей командой на один месяц сняли дом за городом. В течение года работа продолжалась в новой квартире Saluki. в Москве, иногда в Осетии и Грузии. Однако работа над «WILD EA$T» перемежалась с записью совместного с 104 альбома «Стыд или слава», и дата выхода была перенесена на 2021 год, затем — на 2022 год. Выход альбома значительно задержался в связи с началом российско-украинской войны. Анонсировалось, что альбом будет состоять из двух частей. Хотя на протяжении нескольких лет музыкант выкладывал разнообразные сниппеты, большое их число не увидело свет, так как артист посчитал их устаревшими.
Во время тура «Как Будто Дома» (2021 год) на концерте в Воронеже фанаты был замечен загадочный человек в маске, который не раскрывал свою личность и следил за Saluki, фотографируя его и выставляя эти фотографии в Instagram. Так началась полноценная промо-кампания альбома. Первый акт кампании назывался «PERSECUTION» и состоял из шести частей, выходивших до декабря 2021 года: DR. ANGELDUST, CADAVRE, ROOM 4:08, BOLOTO, VENTONYL, END OF THE ACT I. По сюжету героя преследует неизвестный человек и из-за страха он решается попросить помощи у некого доктора по прозвищу DR. ANGELDUST. В ходе развития сюжета демонстрируются разные моменты из его личной жизни, которые мало связаны друг с другом. Наряду с этим звучат отрывки композиций, выпущенные вскоре как полноценные треки с альбома. Режиссёром картины выступил Влад ENF. Второй акт «THE PATH» был запланирован на 2022 год, но так и не вышел.
26 августа 2022 года вышел первый сингл «ОГНЕЙ». Эта песня до сих пор является самой успешной в дискографии Saluki. 11 ноября 2022 года вышел трек «SORRY, I'M WORKING ON THE WILD EA$T». Он не стал частью альбома. 16 декабря 2022 года вышел второй сингл «HAHAHA». 17 февраля 2023 года выходит альбом Boulevard Depo «СЕРТОЛОВСКИЙ ТОКСИК». На песне «НАШ ДОМ» был задействован куплет из невышедшей песни «BIDJAN BOOT$». Наконец, 3 марта 2023 года выходит последний сингл «LAGG OUT», записанный совместно с ATL. Как отмечал Saluki, он гордится этой работой, так как в этой песне ATL впервые использовал не только речитатив, но и вокал.
7 апреля 2023 года Saluki заявил, что «альбом закончен и сдан». 18 апреля была анонсирована дата выхода, а 21 апреля состоялся официальный релиз на всех музыкальных площадках.

## Смысл альбома
В интервью VK Музыке Saluki объяснял смысл названия так:
Я подумал, что это словосочетание хорошо описывает наш мир. Правила, по которым мы живём каждый день, окружающих нас людей. Смешение всего и вся, пронизывающее нашу культуру. Дух этого времени.
На вопрос, про что альбом, в интервью The Flow Saluki ответил так:
Вообще про всё, наверное. И про всё, что любой человек проживает, и про какие-то вещи чуть поглубже, и про дружбу, и про меня, и про семью, и про то, как я себя чувствую в этом мире, и про то, как взаимодействовать с разными людьми. Вот, не знаю, что у тебя случилось за три года? Я думаю, что тоже много всего.